# پاناگیوتیس دانگلیس
پاناگیوتیس دانگلیس (یونانی: Παναγιώτης Δαγκλής؛ ۱۷ نوامبر ۱۸۵۳–۹ مارس ۱۹۲۴) ژنرال نیروی زمینی و سیاستمدار یونانی بود.
همچنین برندهٔ جوایزی همچون نشان ردیمر شده‌است.